# スティーブン・セテファノ
スティーブン・セテファノ（Steven Setephano、1984年8月15日 - ）は、ニュージーランドのラグビーユニオン選手。

## プロフィール
- ウェリントン出身。
- ポジションはナンバーエイト(No8)、フランカー(FL)。
- 2014年よりクック諸島代表に選出されている。

## 経歴
2011年にトップリーグ所属のNTTドコモレッドハリケーンズに加入し、4シーズンプレーした。　